# Saranon Anuin
Saranon Anuin, né le 24 mars 1994 à Khon Kaen, est un footballeur thaïlandais, qui évolue au poste de gardien de but.

## Biographie

### Carrière internationale
En janvier 2019, il est retenu par le sélectionneur Milovan Rajevac afin de participer à la Coupe d'Asie des nations organisée aux Émirats arabes unis, en tant que gardien remplaçant.

## Palmarès
- Vainqueur de la Coupe de Thaïlande en  2018 avec le Chiangrai United
- Vainqueur de la Coupe de la Ligue thaïlandaise en 2018 avec le Chiangrai United